# Ana Varela
Ana Catarina da Silva Varela (16 de Maio de 1988, Paço dos Negros), conhecida apenas como Ana Varela, é uma atriz portuguesa
Fez a série T2 para 3, que começou na internet em 2008 e que passou para a RTP1 em 2009. Participou na 7.ª série de Morangos com Açúcar (7.ª série), no papel de Isabel Faria. Em 2011, participou também na série da SIC A Família Mata, juntamente com Rita Blanco e José Pedro Gomes e integrou o elenco principal da série Pai à Força,com a personagem Laura Ribeiro.

## Filmografia

### Televisão
| Anos        | Projeto                         | Papel               | Nota(s)               | Canal |
| ----------- | ------------------------------- | ------------------- | --------------------- | ----- |
| 2009        | T2 para 3                       | Clara               | Participação especial | RTP1  |
| 2009        | Ele É Ela                       | Modelo              | Participação especial | TVI   |
| 2009 - 2010 | Morangos com Açúcar (7.ª série) | Isabel Faria        | Elenco Principal      | TVI   |
| 2011        | Velhos Amigos                   | Barmaid             | Participação especial | RTP1  |
| 2011 - 2012 | Pai à Força                     | Laura Ribeiro       | Elenco Principal      | RTP1  |
| 2011 - 2012 | A Família Mata                  | Sara                | Elenco Principal      | SIC   |
| 2012        | Noite de Paz                    | Lúcia               | Elenco Principal      | RTP1  |
| 2013        | Sinais de Vida                  | Vanessa             | Elenco Principal      | RTP1  |
| 2013        | Mundo ao Contrário              | Carla               | Participação especial | TVI   |
| 2014        | Sol de Inverno                  | Consultora de moda  | Elenco Adicional      | SIC   |
| 2014        | Mar Salgado                     | Marta               | Elenco Adicional      | SIC   |
| 2014        | Bem-Vindos a Beirais            | Luísa               | Participação Especial | RTP1  |
| 2015        | Coração d'Ouro                  | Olívia              | Elenco Adicional      | SIC   |
| 2016 - 2017 | A Impostora                     | Salomé Gaspar       | Elenco Principal      | TVI   |
| 2017        | Inspetor Max                    | Inspectora Sofia    | Elenco Principal      | TVI   |
| 2017 - 2018 | Jogo Duplo                      | Diana Barbosa       | Elenco Principal      | TVI   |
| 2018        | Excursões Air Lino              | Sandra Floreiras    | Elenco Adicional      | RTP1  |
| 2019        | Valor da Vida                   | Enfermeira          | Elenco Adicional      | TVI   |
| 2019        | Inspetor Max                    | Sofia Oliveira      | Elenco Principal      | TVI   |
| 2019        | Amar Depois de Amar             | Sara Sousa          | Elenco Principal      | TVI   |
| 2020 - 2021 | Amar Demais                     | Ema Avelar Benvindo | Protagonista          | TVI   |
| 2022        | Cuba Livre                      | Apresentadora       | Elenco Adicional      | RTP1  |
| 2023        | Contado Por Mulheres            | Rosário             | Elenco Adicional      | RTP1  |
| 2023 - 2024 | Queridos Papás                  | Camila Guimarães    | Co-Protagonista       | TVI   |
| 2024 - 2025 | Senhora do Mar                  | Teresa Vilar        | Co-Protagonista       | SIC   |

### Cinema
- Mau Mau Maria (Samanta), 2014
- O Leão da Estrela (Branca), 2015
- Que é Feito dos Dias na Caverna (Sónia), 2016
- O Amor é Lindo ... Porque Sim!, 2016
- Km 224 (Cláudia, Protagonista), 2022